# Jacob Muller (kopersnijder)
Jan (Jacob) Muller (geboortedatum onbekend, maar gedoopt in 1571 te Amsterdam – Amsterdam, 1628) was een Nederlands kopersnijder, die bekendstond om zijn maniëristische gezindheid. Hij was de zoon en leerling van H. Muller, alsook leerling van Hendrik Goltzius. Hij bracht prenten van Rubensiaanse oertypen op plaat. Muller behoorde, net als Jacob Matham, tot de eerste groep der Rubens-graveurs. 

## Bibliografische gegevens
- R. Avermaete - Rubens et son temps, Brussel, Arcade, 1977, p. 126.
- F. Van Den Wijngaert - Inventaris der Rubeniaansche prentkunst, Antwerpen, De Sikkel, 1940, p. 75.
- H.E. Van Gelder (ed.) - Kunstgeschiedenis der Nederlanden, Utrecht, W. De Haan, s.d.., p. 1174.
- H. Hymans - Histoire de la gravure dans l’école de Rubens, Olivier, Brussel, 1879.